# Abacetus aenescens
Abacetus aenescens es una especie de escarabajo terrestre de la subfamilia Pterostichinae.  Fue descrita por Peringuey en 1896 y es endémica de Sudáfrica. 